# Ніньбінь (провінція)
Ніньбінь (в'єт. Ninh Bình) — провінція у північній частині В'єтнаму.
Розташована між річками Хонгха і Ма, приблизно за 91 км від Ханоя. Включає берегову лінію Південно-Китайського моря довжиною близько 18 км. Площа становить 1389 км²; населення на 2009 рік — 898 999 жителів (перепис). Щільність населення — 646,84 осіб/км². 97,39 % населення (875 579 осіб) — етнічні в'єтнамці, 2,52 % (22 614 осіб) — мионги, 0,09 % (806 осіб) — інші.

## Адміністративний поділ
Адміністративно провінція поділяється на місто Хоали, містечко Тамдьєп і 5 наступних повітів:
- Єнкхань (Yên Khánh)
- Єнмо (Yên Mô)
- Зявьєн (Gia Viễn)
- Кімшон (Kim Sơn)
- Ньокуан (Nho Quan)